# Polska Fundacja Upowszechniania Nauki
Polska Fundacja Upowszechniania Nauki (PFUN) – polska organizacja pozarządowa powstała w lipcu 1990 r.
Podstawowym celem statutowym Fundacji jest upowszechnianie nauki polskiej w kraju i za granicą oraz upowszechnianie nauki światowej w Polsce.
Założycielami PFUN są: 
- Polska Akademia Nauk
- Towarzystwo Popierania i Krzewienia Nauk
- Towarzystwo Wolnej Wszechnicy Polskiej
- ORPAN
- Polskie Stowarzyszenie Filmu Naukowego.

Działalność statutowa jest finansowana wpływami z organizowanych kursów językowych, działalności wydawniczej, importu i dystrybucji czasopism naukowych i innych nośników informacji naukowej.